# Ларс Бойлсен
Ларс Бойлсен (дан. Lars Rabæk Boilesen) — генеральний директор компанії Opera Software з 5 січня 2010 року. Раніше також працював в Opera Software як виконавчий віце-президент з продажу (з 2000 по 2005 роки до того, як пішов у Alcatel-Lucent) та директор з комерційних операцій (з січня 2009 до січня 2010). Має 1 780 000 акцій компанії.
Ларс Бойлсен має 20-річний стаж роботи менеджером з продажу та маркетологом в таких компаніях, як Alcatel-Lucent, Tandberg Data, Lego і Opera Software. Почав свою кар'єру в LEGO Group.